# Montserrat Figueras i Garcia
Montserrat Figueras i Garcia (Barcelona, 15 de març de 1942 - Bellaterra, 23 de novembre de 2011) fou una soprano catalana, especialitzada en música antiga. Fou referent en la interpretació d'un ampli repertori vocal de les èpoques medieval, renaixentista i barroca. La seva trajectòria va estar vinculada a la del seu marit, el músic igualadí Jordi Savall i Bernadet, amb el qual fundà grups com Hespèrion XX, la Capella Reial de Catalunya i Le Concert des Nations, amb els que va realitzar nombrosos enregistraments i concerts.

## Biografia
Nascuda a Barcelona en una família de melòmans, estudià amb Jordi Albareda i Bach i, posteriorment, a la Schola Cantorum Basiliensis i a la Musikakademie de Basilea, Suïssa. Col·laborà des de molt jove amb Enric Gispert i la formació de música medieval Ars Musicae. Estudià les tècniques de cant antigues, des dels trobadors fins al barroc, desenvolupant un concepte personal que beu directament de les fonts originals, tant històriques com tradicionals, al marge de les influències post-romàntiques. Des de 1967 establí amb el violgambista Jordi Savall una unió tant artística com personal, fructífera en activitats pedagògiques, d'investigació i de creació.
Participà entre 1974 i 1989, al costat de Savall, en la fundació dels conjunts Hespèrion XXI, La Capella Reial de Catalunya i Le Concert des Nations. Amb aquests grups, i com a solista, recuperà un ampli patrimoni musical eclèctic, en el que destacà les seves interpretacions del Cant de la Sibil·la, Ninna Nanna, Misteri d'Elx i Isabel I.
Debutà al Gran Teatre del Liceu l'any 1991 amb Una cosa rara de Vicent Martín i Soler, sota la direcció de Jordi Savall, i el 1993 amb l'Orfeo, de Monteverdi.
La cantant i el seu marit varen fundar el segell discogràfic ALIA VOX amb el que gravaren més de mig centenar de discos. El seu repertori es basa en músiques d'origen llatí i obres polifòniques renaixentistes, entre d'altres. L'any 1989 enregistrà un disc de cançons medievals catalanes i l'any 1995 una sèrie de cants de la sibil·la.
Actuà regularment als principals festivals d'Europa, Amèrica i Orient. Fou mare d'Arianna Savall, soprano, compositora i arpista reconeguda internacionalment, i de Ferran Savall. Morí al seu domicili de Bellaterra, Cerdanyola del Vallès, la matinada del 23 de novembre de 2011, víctima d'un càncer diagnosticat un any abans. Morí acompanyada per la seva família, en Jordi Savall i els seus fills Arianna i Ferran. El seu funeral va tenir lloc al Monestir de Pedralbes, el 25 de novembre.

## Premis i distincions
Els més de 60 CD que enregistrà van rebre nombroses distincions internacionals, entre ells el Grand Prix de l'Académie du Disque Français, l'Edison Klassiek, i el Grand Prix de la Nouvelle Académie du Disque (1992) i el Grand Prix de l'Académie Charles-Cros (1993).
La seva tasca per recuperar la música antiga va ser reconeguda l'any 2001 amb una nominació als premis Grammy. El 2003 va rebre el títol d'Oficial de l'Ordre Francesa d'Arts i Lletres del govern francès. L'any 2008 rebé el premi UNESCO artistes per la pau juntament amb el seu marit Jordi Savall. El 2011 va rebre el premi Creu de Sant Jordi, per la seva contribució a la recuperació de la música antiga.
L'any 2011 va rebre un premi Grammy pel llibre-CD Dinastia Borgia. Església i poder al Renaixement.